# Niphadophylax hemicycla
Niphadophylax hemicycla är en fjärilsart som beskrevs av Diakonoff 1992. Niphadophylax hemicycla ingår i släktet Niphadophylax och familjen vecklare. Inga underarter finns listade i Catalogue of Life.